# Raúl Cimas Navarro
Raúl Cimas Navarro (Albacete, 5 de novembre de 1976) és un actor i humorista espanyol. És un dels màxims ideòlegs de La Hora Chanante. on fa d'actor, guionista i dibuixant. Llicenciat en Belles Arts, va ser a la universitat on es va relacionar amb els seus companys de grup còmic: Joaquín Reyes i Ernesto Sevilla, amb els que va formar el "Trío de Albacete". Des de llavors, ha signat gags i ha interpretat personatges que apareixen en els acudits que s'expliquen a peu de carrer. A més de protagonitzar programes com Muchachada Nui, sèries com Museo Coconut i programes com Óxido Nitroso, s'ha passejat arreu de l'estat com a monologuista.
Ha publicat 3 llibres, còmics d'humor, escrits i dibuixats íntegrament per ell. "Demasiada pasión por lo suyo" (2014), "Orgullo brutal" (2015) i "Prodigios: Almanaque ilustrado de criaturas fantásticas y otras lamentables" (2018).